# Oceà
|  | Per a altres significats, vegeu «Oceà (desambiguació)». |

|  | «Oceans» redirigeix aquí. Si cerqueu el documental de 2009, vegeu «Oceans (pel·lícula)». |

Un oceà o, en alguerès, ocèan (del grec Ωκεανός, Okeanós, el nom del déu mitològic Ocèan/Oceà) és una gran massa d'aigua salada que, completament, cobreix prop del 71% de la superfície de la Terra (o una àrea de 361 milions de quilòmetres quadrats). Tenen una profunditat mitjana de prop de 4.000 m i la màxima fondària es troba a la fossa de les Mariannes, amb uns 11.000 m.
Els oceans són, per tant, el principal component de la hidrosfera. Gairebé la meitat de l'aigua marina o oceànica del món té una profunditat de 3.000 metres. La salinitat mitjana dels oceans és d'aproximadament 35 parts per mil (3,5%), en un rang de 31 a 39 parts per mil.
Encara que es divideixen arbitràriament en oceans separats, aquestes aigües conformen una massa d'aigua salada global i interconnectada; un oceà global o mundial. Les divisions oceàniques es defineixen pels continents, pels arxipèlags o per altres criteris. Les divisions oceàniques són: l'oceà Atlàntic, l'oceà Índic, l'oceà Pacífic, l'oceà Àrtic i l'oceà Antàrtic. Les regions més petites dels oceans es coneixen com a mars, golfs, badies i estrets.
Existeixen altres masses d'aigua salada sobre la superfície de la Terra, però, que són envoltades per terra i, per tant, no estan connectades amb l'oceà mundial o global, com per exemple la mar Càspia, la mar d'Aral i el Gran Llac Salat.
Geològicament, un oceà és una àrea de l'escorça terrestre coberta d'aigua, coneguda com a escorça oceànica. Aquesta escorça és la capa superior de basalt volcànic que cobreix el mantell terrestre i sobre la qual no hi ha cap continent. Des d'aquest punt de vista, només existeixen tres oceans: l'oceà global, la mar Càspia i la mar Negra. La mar Mediterrània és gairebé un oceà discret, connectat amb l'oceà global per mitjà de l'estret de Gibraltar i, de fet, durant algunes èpoques geològiques antigues, el moviment del continent africà va tancar l'estret i això separà la Mediterrània de l'oceà global. La mar Negra està connectada a la mar Mediterrània per mitjà del Bòsfor, però aquest és un canal natural que travessa una porció de roca continental i no pas un pis oceànic com és el cas de l'estret de Gibraltar.

Oceans

## Localització dels oceans

### Oceà Atlàntic
L'oceà Atlàntic es troba entre el continent americà i Eurafrasia, un terme que designa Europa, l'Àfrica i l'Àsia com una sola entitat. La Terra es compon de cinc oceans que formen un sol cos d'aigua salada, sent els límits entre ells sovint arbitraris, la qual cosa dona lloc a certa controvèrsia (cas dels límits entre els oceans Atlàntic i Àrtic, en especial) i l'Atlàntic no n'és una excepció. Els oceans Atlàntic i Pacífic són els dos únics que estan en contacte amb els altres quatre.

### Oceà Pacífic
En la 3a edició (1953) de "Límits d'Oceans i Mars" de l'Organització Hidrogràfica Internacional, màxima autoritat internacional en matèria de delimitació de mars, el Pacífic està dividit en Pacífic Nord i Pacífic Sud. S'estén uns 15.500 km des del mar de Bering, al nord de l'Àrtida, fins als marges gelats de l'Antàrtida (el mar de Ross) al Sud; el Pacífic ateny la seva màxima amplitud E-O aproximadament a 5 graus de latitud Nord, on s'estén per uns 19.800 km, des d'Indonèsia fins a la costa de Colòmbia. El límit occidental de l'oceà se situa sovint a l'estret de Malaca.

### Oceà Índic
L'oceà Índic banya el sud de l'Àsia i separa Àfrica i Austràlia. Està limitat al nord pel sud de l'Àsia, a l'oest per la península Aràbiga i l'Àfrica, a l'est per la península de Malaca, les illes de la Sonda i Austràlia, i al sud per l'Antàrtida. Està separada de l'oceà Atlàntic pel meridià 20 graus est, al sud de l'Àfrica, i de l'oceà Pacífic pel meridià 147 graus est. El punt més septentrional de l'oceà Índic és situat aproximadament als 30 graus nord de latitud, al golf Pèrsic.

### Oceà Àrtic
Pràcticament envoltat de terra, la línia de costa que l'encercla és de 45.390 km. i està rodejat de les masses terrestres d'Europa, Àsia, Amèrica del Nord i Groenlàndia i un bon nombre d'illes. Normalment s'inclouen en aquest oceà les següents mars: la badia de Baffin, elmar de Barentsz, el de Beaufort, el de Groenlàndia, el de Làptev, el de Lincoln, la badia i l'estret de Hudson, el de Noruega, el Mar Blanc, el mar de Kara, el de la Sibèria Oriental i el dels Txuktxis. Està connectat a l'oceà Pacífic per l'estret de Bering i a l'Atlàntic pel mar de Groenlàndia i el mar de Labrador.

### Oceà Antàrtic
L'oceà Antàrtic inclou el Corrent Circumpolar Antàrtic (que circula al voltant de l'Antàrtida), el Mar d'Amundsen, el Mar de Bellingshausen, parts del Passatge de Drake, el Mar de Ross, el Mar de Cooperació, el Mar de Cosmonautes, una part petita del Mar de Scotia, i el Mar de Weddell. La seva àrea total comprèn 20.327.000 quilòmetres quadrats.

## Propietats físiques
L'extensió total dels oceans mundials és de 361 milions de quilòmetres quadrats, i un volum aproximat d'1,3 bilions de quilòmetres cúbics. Si es concep com un cub d'aigua amb una llargària de vora els 1.111 quilòmetres. La seva profunditat mitjana és de 3.790 metres. Gairebé la meitat de les aigües marines del món superen els 3000 metres de profunditat. Els oceans profunds (de més de 200 m de profunditat) conformen el 66% de la superfície de la Terra.
La massa total de la hidrosfera està al voltant dels 1,4 × 1021 kilograms, que això comporta un 0,023% de la massa total de la Terra. Menys d'un 3% és aigua dolça; la resta és aigua salada, principalment de l'ocèa.

## La geologia dels oceans
L'estudi de les formes del relleu en la superfície de la Terra i la distribució acumulada de les altures (màxims a 800 i -4.800 metres), mostra que el que hi ha sota l'aigua dels oceans i el que hi ha a la superfície emergida són coses diferents. A més, l'estudi de l'escorça de la Terra en continents i oceans mostra una molt diferent composició, distribució d'edats, antiguitat, i diferències rellevants en molts altres paràmetres geofísics i geoquímics. Tot en conjunt ens porta a la conclusió que l'escorça oceànica i la continental són coses diferents.
Ja vau veure al curs de "Geologia per a les Ciències de la Vida" una descripció d'aquestes escorces i el seu origen i funcionament. Per tant, ací el que farem és un repàs-recordatori del que pertoca als oceans.

### Fisiografia del fons oceànic
Des del continent fins a la part mitjana dels oceans hi ha tres parts principals: els marges continentals, les marges continentals, els fons de conques oceàniques i la dorsal oceànica.
Els marges continentals poden ser de dos tipus: atlàntic (passiu o asísmic), que té, del continent cap a l'oceà: la plataforma continental (normalment fins als 180 m de profunditat), el talús (3 ° a 6 ° i fins a 1.400-3.200 m de profunditat) i l'elevació continental (pendents molt suaus, 1/1.000 a 1/700; fins a 5.000 de profunditat), i pacífic (actiu o sísmic), que conté l'arc volcànic, una estructura molt característica. L'arc volcànic pot seguir al seu temps dos models: l'arc de muntanyes (fons oceànic, fossa, prisma d'acreció, conca d'avantarc, arc volcànic continental) i l'arc d'Illes (fons oceànic, fossa, prisma d'acreció, conca d'avantarc, arc d'illes volcàniques, conca marginal i continent).
Els fons de conques oceàniques generalment se situen entre 4.500 i 5.500 m de profunditat i comprenen les planes abissals, els altiplans oceànics i els monts oceànics.
Les planes abissals solen ser molt planes i molt poc inclinades (menys de l'1/1.000) perquè la superfície superior correspon als sediments oceànics molt fins que s'han acumulat durant molt de temps.
D'aquests sediments poden sobreeixir formes del relleu submarí que formen altres dues estructures de fons de conca:
Els altiplans oceànics, d'alguns centenars de kilòmetres d'amplària, s'eleven uns pocs centenars de metres per damunt de les planes abissals. Si són molt nombrosos i es presenten alineats, s'anomenen dorsals asísmiques (p. ex. la dorsal de Walvis).
Les muntanyes submarines són elevacions aïllades de forma cònica que s'alcen 1.000 m o més per damunt de les planes abissals. Solen ser d'origen volcànic i si el cim ha sigut aplanat per l'acció de les ones, s'anomenen guyots.
La dorsal oceànica és una gran serralada submarina, d'uns 64.000 km. de llargària que discorre més o menys per la meitat dels oceans, si bé arriba a topar amb els continents d'Amèrica del Nord i del Sud. Té entre 2.000 i 4.000 km. d'amplària, i el relleu és d'escalons alçant-se des de les planes abissals. Té una depressió central, anomenada Rift Axial, i està aparentment trencada per falles transformants.
Els fons de conca oceànica i la dorsal estan formats per escorça oceànica, mentre que el talús i la plataforma continental tenen, respectivament, escorça transicional i escorça continental (aquesta inundada per l'oceà).

### Composició i estructura de l'escorça oceànica
L'escorça oceànica és una capa relativament prima en comparació amb la continental (6 -12 km. enfront de 25-70 km.) però més densa (3,0 gr/cm3 enfront de 2,6 gr/cm3).
És molt regular, ja que està formada per tres capes quasi universals. La capa 1 està constituïda per sediments. La capa 2 està formada per dues subcapes, la superior formada per colades basàltiques submarines (laves en coixí i colades laminars) i la inferior por un complex de dics basàltics (de tipus subvolcànic) subverticals. I la capa 3, per gabres.
A les dorsals pot faltar la capa de gabres, substituïda per una cambra magmàtica, i la capa de sediments és molt prima o bé pot mancar totalment, i aflorar directament la capa 2. Per contra, al costat dels marges continentals la capa de sediments pot arribar a tindre 10 km de gruix, sobretot als marges de tipus Atlàntic.
L'edat de l'escorça oceànica augmenta regularment de les dorsals cap als marges continentals. A les dorsals en troben la més jove (actual); en canvi, la més antiga que s'ha documentat fins ara arriba als 190 Ma, i es troba prop de la fossa de les Marianes (Pacífic Occidental).

## L'onatge

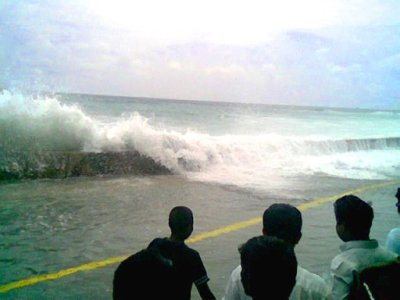
El tsunami que va colpejar Malé a les Maldives el 26 de desembre de 2004.

Rarament l'aigua marina es troba quieta, sinó que es mou per ones, marees o corrents. Les ones són causades pel vent que bufa sobre la superfície de l'aigua. L'alçada d'una ona ve donada per la velocitat del vent, pel lapse que ha bufat i per la distància que ha recorregut l'ona. L'ona més alta registrada ha estat de 64 metres, encara que generalment són molt més baixes. Les ones tenen un paper fonamental en la formació de les costes.

### Tsunamis
Els tsunamis són un tipus d'ona que no té el seu origen en el vent sinó en els terratrèmols o en l'erupció de volcans submarins. Desplacen grans quantitats d'aigua amb gran rapidesa modificant la superfície del mar i creant ones que s'allunyen de la zona del terratrèmol o del volcà. Arriben a viatjar a 750 km/h. A mar obert provoquen uns danys mínims, perquè tenen poca alçada (menys d'1 metre). En aigües poc profundes disminueix la seva velocitat augmentant la seva alçada fins als 10 metres o més i sovint causen danys catastròfics a l'arribar a la costa.
El 26 de desembre de 2004, els països al voltant de l'oceà Índic van ser colpits per un tsunami provocat per un terratrèmol. Les ones van ocasionar més de 226.000 morts i més d'1 milió de persones van perdre les seves cases.

## Els corrents
De tots els corrents possibles els més coneguts són els superficials. Alguns duen noms populars com ara corrent del Golf, corrent de Humboldt o corrent de Kuroshio. Històricament han tingut gran importància en l'exploració dels oceans i continuen tenint una gran influència en el clima.
Hi ha corrents càlids que temperen les costes de terres que serien més fredes de no existir els primers (per exemple el corrent del Golf, que endolceix les costes de les Illes Britàniques i el nord d'Europa). I corrents freds com el de Humbold i el de la costa de Califòrnia.
La direcció dels corrents superficials per l'efecte Coriolis, una força virtual derivada de la rotació de la Terra, va canviant segons la profunditat. A l'hemisferi nord es desvia cap a la dreta i a l'hemisferi sud cap a l'esquerra. En conjunt cada corrent tendeix a seguir l'anomenada espiral d'Ekman.
Els corrents marins i altres dades importants es poden consultar en centres especialitzats.

## Les marees
L'acció combinada del Sol i la Lluna provoca les marees, els efectes de les quals són particularment visibles a les costes.
La variació del nivell de l'aigua en els ports oceànics obliga a amarrar els vaixells segons un sistema especial, que permeti el seu desplaçament en el sentit vertical. Amb les barques que es treuen a la platja també cal prendre precaucions.
En certs indrets el desplaçament per platges eixutes en baixamar pot ser molt perillós quan puja la marea. La velocitat de l'aigua és, a vegades, considerable.
Des del punt de vista biològic, les zones afectades pel canvi de nivell de les aigües constitueixen hàbitats molt particulars, on viuen espècies ben adaptades: mangles, crancs, etc.

## Els vents
Tot i que queden englobats dins de l'oceanografia meteorològica els vents no formen part estricta dels oceans. En la pràctica és impossible estudiar-los per separat. La seva influència mútua és considerable.
Els vents són els responsables directes de moltes menes d'ones i d'alguns corrents marins. També actuen sobre els icebergs i en determinen, parcialment, els seus moviments. Algunes aus marines necessiten un vent determinat per a poder volar i sobreviure (els albatros mascles i femelles, fins i tot s'havia dit que tenien un hàbitat determinat per la seva massa corporal que limitava la velocitat adequada del vent, tant la màxima com la mínima; aquesta teoria sembla que ha estat desetimada per observacions recents).
En les primeres èpoques d'exploració, navegant a vela, estudiar i anotar els vents dominants fou capital. En èpoques posteriors, a partir de l'experiència de molts capitans es publicaren els anomenats pilot charts, que permeteren optimitzar les rutes principals (seguint la ruta més ràpida, que es traçava a partir dels vents probables i que no era generalment la més curta).
La navegació comercial a vela va cessar, pràcticament, abans de la Primera Guerra Mundial. En l'actualitat hi ha nombrosos navegants i moltes regates, amb tota mena de iots per totes les mars i oceans.

## Vida als oceans
En el medi marí, les condicions fisicoquímiques són influïdes per la fondària de les diverses àrees, pel clima atmosfèric i per l'existència de corrents superficials i verticals. La temperatura, la penetració de la llum, la concentració de sals i gasos, la pressió de l'aigua i la distància a les zones costaneres condicionen la distribució de la flora i la fauna en nivells horitzontals, subdividits alhora en zones verticals determinades per la major o menor proximitat a la costa.

### El plàncton
El mar, en les seves capes superficials, és poblat d'organismes microscòpics, animals i vegetals, anomenats plàncton, el qual és la base de la cadena alimentària de la biosfera marina.
Els microorganismes planctònics vegetals (anomenats fitoplàncton) constitueixen la base de la piràmide alimentària del mar. Són, a més, els principals productors d'oxigen de la Terra i superen amb escreix les quantitats produïdes d'aquest gas per les masses vegetals continentals. Entre els seus representants més rellevants hi ha els dinòfits (gèneres Ceratium, Noctiluca, Gonyaulax, etc.), els bacilariòfits o diatomees (gèneres Melosira i Coscinodiscus, els quals tenen un esquelet rígid de sílice), etc.
El zooplàncton és format per milions d'espècies animals, les quals es nodreixen del fitoplàncton o d'altres microorganismes zooplanctònics. Ocupa el segon esglaó de la piràmide alimentària marina i engloba tant les espècies zooplanctòniques permanents (és a dir, les que formen part del zooplàncton durant tota la seua vida) com les larves d'animals que mitjançant el seu creixement deixaran enrere aquest estadi del seu desenvolupament i passaran a formar part de la fauna marina.

### Algues i plantes marines
Les algues i les plantes estan molt esteses per tots els oceans de la Terra. Així, i entre d'altres, hi ha els feòfits o algues brunes, que són els protists més grans, ja que poden assolir fins a uns 60 m de llargarda (cas del gènere Laminaria) o surar a alta mar en grans quantitats (gènere Sargassum); els rodòfits o algues vermelles, les quals són bentòniques (gèneres Chondrus, Gelidium, Corallina, etc.), etc. Moltes espècies d'algues marines són comestibles i formen part de la dieta humana, sobretot a molts països asiàtics (gèneres Porphyra, Gelidium, Gracilaria, etc.) i d'altres tenen moltes aplicacions industrials. Les algues i les plantes marines (Zostera, Thalassia, etc.) proporcionen un hàbitat molt important per a altres formes de vida, ja que actuen com a amagatalls i fonts d'alimentació, sobretot per a peixos i invertebrats.
Un cas particular de vida vegetal associada amb els oceans és el dels manglars.

### Vida animal
Els animals que viuen en els oceans es poden classificar no solament pel tipus o fílum, sinó per la manera de comportar-se, sobre la base de tres criteris: zona on habiten, grau i tipus de mobilitat i sistema d'alimentació. Cada criteri conté sis possibilitats diferents, de manera que hi hauria fins a 216 tipus d'animals marins. No tots els espais estan ocupats en cada període de l'evolució. Segons el tipus d'hàbitat o zona existeixen els animals pelàgics, que viuen a la columna d'aigua en diferents fondàries; els erectes o organismes bentònics que poden ocupar parcialment la columna d'aigua superior al fons marí; els superficials o bentònics; els semiinfaunals, que poden estar a l'aigua o parcialment dins del fons marí i els infaunals, que habiten dins els sediments o terres marines, dividits en infaunals de poca i molta profunditat. Respecte a la mobilitat, hi ha animals mòbils, que poden desplaçar-se lliurement en busca de millors condicions o per fugir, dividits en mòbils ràpids i lents; els facultatius, que romanen immòbils però poden desplaçar-se en cas d'amenaça o necessitat, classificats en enganxats a terra o lliure segons la fixació al sòl; immòbils que es deixen endur per l'aigua i finalment els sèssils fixats al fons marí. Pel que fa a l'alimentació existeixen organismes filtradors; els qui agafen els nutrients a la superfície del fons; aquells que excaven o esgarrapen el fons per obtenir aliments; els predadors i els paràsits.

#### Invertebrats
Igual com passa als ecosistemes terrestres, els invertebrats constitueixen un gran percentatge de tots els éssers marins. Hi ha anemones, meduses, coralls, cucs de mar, quetògnats, crustacis, equinoderms, tunicats, etc.

#### Peixos
Els peixos poblen tota mena d'hàbitats marins: des de les grans fondàries marines fins a qualsevol latitud. Llurs dimensions són molt variables i, per exemple, el peix més gros de la Terra és el tauró balena (Rhincodon typus), que pot arribar a depassar els 15 m de llargària i les 20 tones de pes. Altres peixos marins ben coneguts són la sardina, l'anxova, el bacallà, els taurons, etc.

#### Rèptils
Els rèptils que habiten o freqüenten el mar són les tortugues marines, les serps de mar, el cocodril marí (Crocodylus porosus) i la iguana marina (Amblyrhynchus cristatus). Tots ells, llevat d'algunes serps de mar, són ovípars i necessiten tornar a terra per pondre llurs ous. Així, la majoria d'aquestes espècies (tret de les tortugues marines) passen la major part de llurs vides en terra o a prop d'ella. Tot i així, en temps prehistòrics hi havia rèptils marins (com ara, els ictiosaures), els quals van evolucionar per a éssers vivípars i no tenien la necessitat de tornar a la terra per reproduir-se.

#### Ocells
Les aus marines són espècies d'aus adaptades a viure en el medi marí. Hi ha albatros, pingüins, mascarells, gavots, gavines, etc.

#### Mamífers
La majoria dels mamífers marins van transformar llurs potes en aletes per adaptar-se al medi marí (en el cas dels cetacis i dels sirenis, fins i tot n'han desaparegut les posteriors). N'hi ha cinc tipus: cetacis, com ara l'orca (Orcinus orca), el dofí comú de musell curt (Delphinus delphis) o el rorqual blau (Balaenoptera musculus); els sirenis com ara el dugong (Dugong dugon) o els manatís; les foques; la llúdria marina (Enhydra lutris), i l'ós blanc (Ursus maritimus).

## Exploració dels oceans
L'exploració dels oceans té dos vessants: la superficial i la submarina.

### Exploració en superfície
Des de temps prehistòrics els humans es dedicaren a explorar els oceans, de forma voluntària o forçats pels elements. Les primeres exploracions estan documentades en el Mar Mediterrani. En dates molt posteriors hi ha notícies del periple de Hannó el navegant (que va donar la volta a Àfrica) i el periple de Piteas de Massalia (que va arribar fins a Islàndia).
Les sagues dels vikings, confirmades per proves arqueològiques, recullen les seves expedicions cap a l'oest, a través de l'Atlàntic. Amb la colonització de Groenlàndia i el «descobriment» i la fundació de colònies temporals a Amèrica.
En els oceans Índic i Pacífic el poblament d'algunes illes implica navegacions prehistòriques (probablement accidentals). Cap al 4000 aC, diverses poblacions polinèsiques colonitzaren, pràcticament, totes les illes del Pacífic.
Una expedició singular fou protagonitzada pels xinesos. La de Zheng He.
Seguint les passes de Hannó, el portuguès Bartolomeu Dias va circumnavegar Àfrica el 1448. Aquest viatge i el primer de Cristòfol Colom, amb el descobriment d'Amèrica el 1492 obriren tota mena d'expedicions d'exploració.
La primera volta al món, iniciada per Fernão de Magalhães, la va concloure Juan Sebastián Elcano. El viatge va suposar el descobriment de l'estret de Magallanes.
L'exploració del Pacífic per part dels europeus, sense disposar d'un sistema pràctic per a determinar la longitud geogràfica, va anar associada a altres problemes determinats per la durada dels viatges (escorbut, proveïment de queviures, etc.).
Edmond Halley es pot considerar el primer viatger científic, essent Charles Darwin el més cèlebre i l'Expedició Challenger la més sistemàtica.

### Exploració submarina
Algunes dades submarines es podien obtenir des de la superfície amb instruments especials. A partir de la invenció del submarí, però només al cap de molts anys, es construïren ginys submergibles capaços d'arribar a grans profunditats. Són notables els batiscafs (d'August Piccard), la soucoupe plongeante (de Jacques-Yves Cousteau) i l'Aluminaut (el primer submarí amb buc d'aliatge d'alumini).
El perfeccionament dels instruments electrònics i la possibilitat d'enregistrar imatges a gran profunditat han permès importants progressos en molts sectors de l'oceanografia.

## Oceanografia
L'Oceanografia és la ciència que estudia els oceans i els aspectes associats des de diversos punts de vista. Consta de cinc branques principals o especialitats: Oceanografia física, oceanografia química, oceanografia biològica, oceanografia geològica i oceanografia meteorològica. Entre els oceanògrafs notables es troben Gustaf Olof Svante Arrhenius i Jacques-Yves Cousteau.